# Trevor Bruttenholm
Trevor Bruttenholm, detto Broom o il Professor Broom, è un personaggio immaginario del fumetto Hellboy, creato dall'artista statunitense Mike Mignola.

## Il personaggio
Trevor Bruttenholm è un esperto del paranormale, fondatore e direttore del Broom's Bureau, meglio noto come il Bureau of Paranormal Research and Defense (BPRD).
Quando Hellboy "nasce", evocato dallo stregone russo Grigorij Efimovič Rasputin, è il professor Bruttenholm a trovarlo e ad adottarlo, facendolo diventare il miglior detective della sua organizzazione.

## Altri media
- Il professor Broom compare nel primo adattamento cinematografico del 2004 e nel sequel Hellboy: The Golden Army (2008), in cui è interpretato dall'attore John Hurt con la voce italiana di Giorgio Lopez; nel primo film viene ucciso da Kronen per ordine di Rasputin, mentre nel secondo è presente nel prologo in cui narra ad un giovane Hellboy la leggenda dell'armata d'oro.
- Il professor Bruttenholm compare nel film d'animazione Hellboy - Fiumi di sangue (2007), doppiato in originale dallo stesso John Hurt.
- Il professor Trevor Bruttenholm compare nuovamente nel film reboot Hellboy (2019), è interpretato dall'attore Ian McShane e con la voce italiana di Dario Oppido. In questo film, invece, viene comunque ucciso da Nimue in persona.